# Károly Gyurkóczy
Károly Gyurkóczy fue un deportista húngaro que compitió en remo. Ganó cuatro medallas en el Campeonato Europeo de Remo, entre los años 1931 y 1933.

## Palmarés internacional
| Campeonato Europeo | Campeonato Europeo    | Campeonato Europeo | Campeonato Europeo |
| Año                | Lugar                 | Medalla            | Prueba             |
| ------------------ | --------------------- | ------------------ | ------------------ |
| 1931               | París (Francia)       | Medalla de bronce  | Ocho con timonel   |
| 1932               | Belgrado (Yugoslavia) | Medalla de oro     | Cuatro sin timonel |
| 1933               | Budapest (Hungría)    | Medalla de oro     | Ocho con timonel   |
| 1933               | Budapest (Hungría)    | Medalla de plata   | Cuatro con timonel |